# Геніхен
Геніхен (нім. Hähnichen) — громада в Німеччині, розташована в землі Саксонія. Входить до складу району Герліц. Складова частина об'єднання громад Ротенбург/Оберлаузіц.
Площа — 49,60 км2. Населення становить 1232 ос. (станом на 31 грудня 2020).
Офіційний код — 14 2 84 090.

## Адміністративний поділ
Громада підрозділяється на 4 сільські округи.

## Галерея

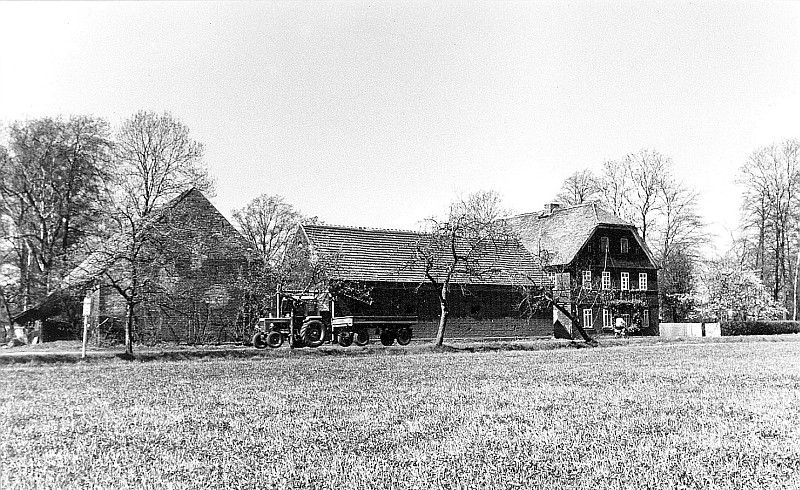
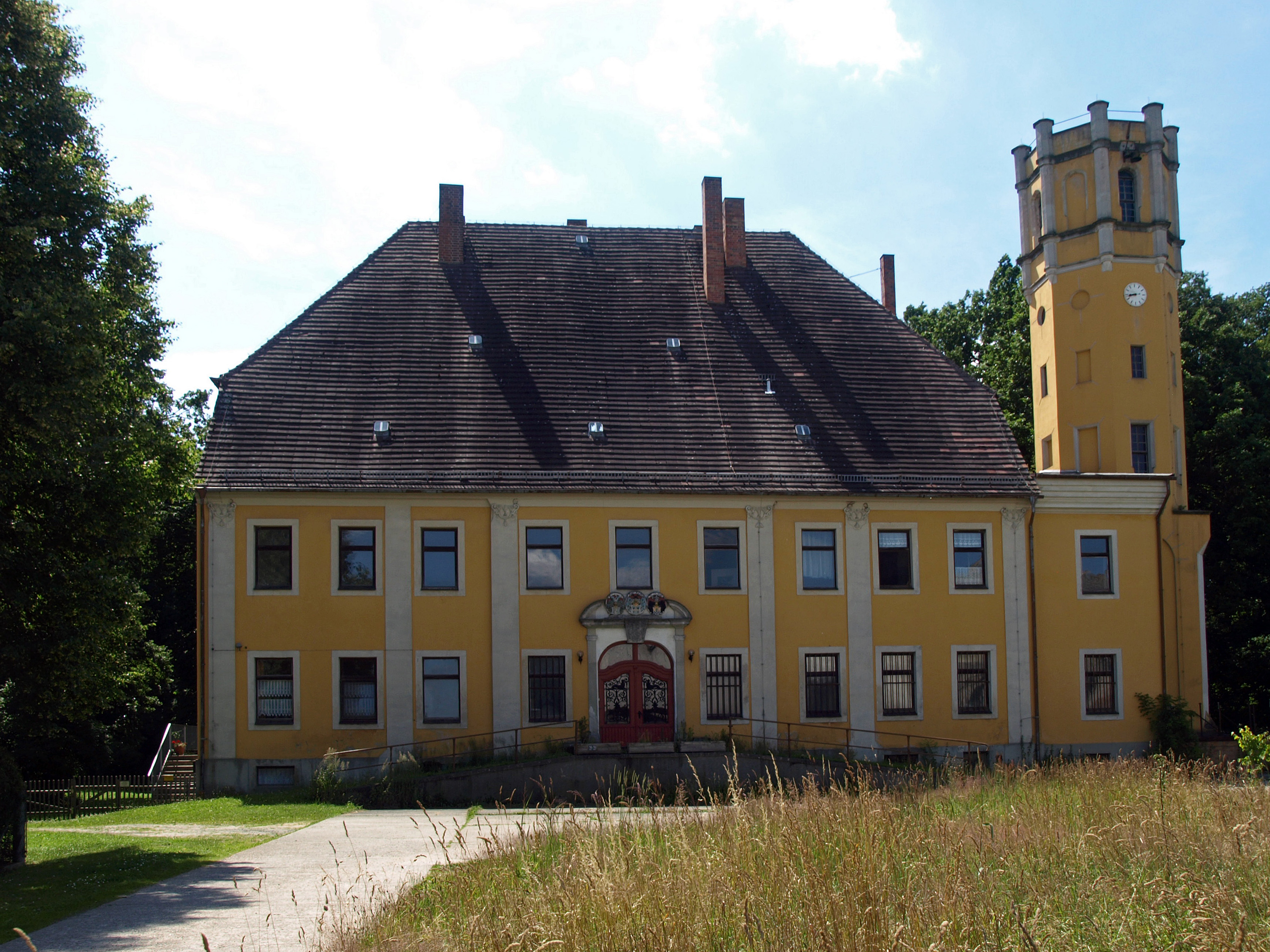